# A Tale of a Tub
A Tale of a Tub is een satire van de Iers-Engelse schrijver Jonathan Swift (1667-1745). Swift schreef de tekst tussen 1694 en 1698. A Tale of a Tub verscheen anoniem in 1704 en werd op slag zowel populair als controversieel.
A Tale of a Tub is een parodie in proza die verdeeld is in "digressions" (uitweidingen) enerzijds en een "tale" (verhaal) over drie broers anderzijds. Zij stellen de drie grote takken van het westelijke christendom voor. De tekst werd meteen gelezen en bekritiseerd als een satire op de godsdienst. Het "verhaal" is inderdaad een satire op de excessen van de godsdienst, maar de uitweidende hoofdstukken daartussen parodiëren verschillende aspecten uit de literatuur, politiek, theologie en wetenschap.
Swifts kortere satire The Battle of the Books werd als onderdeel van de prolegomena aan A Tale of a Tub toegevoegd.